# Groupe Carrefour

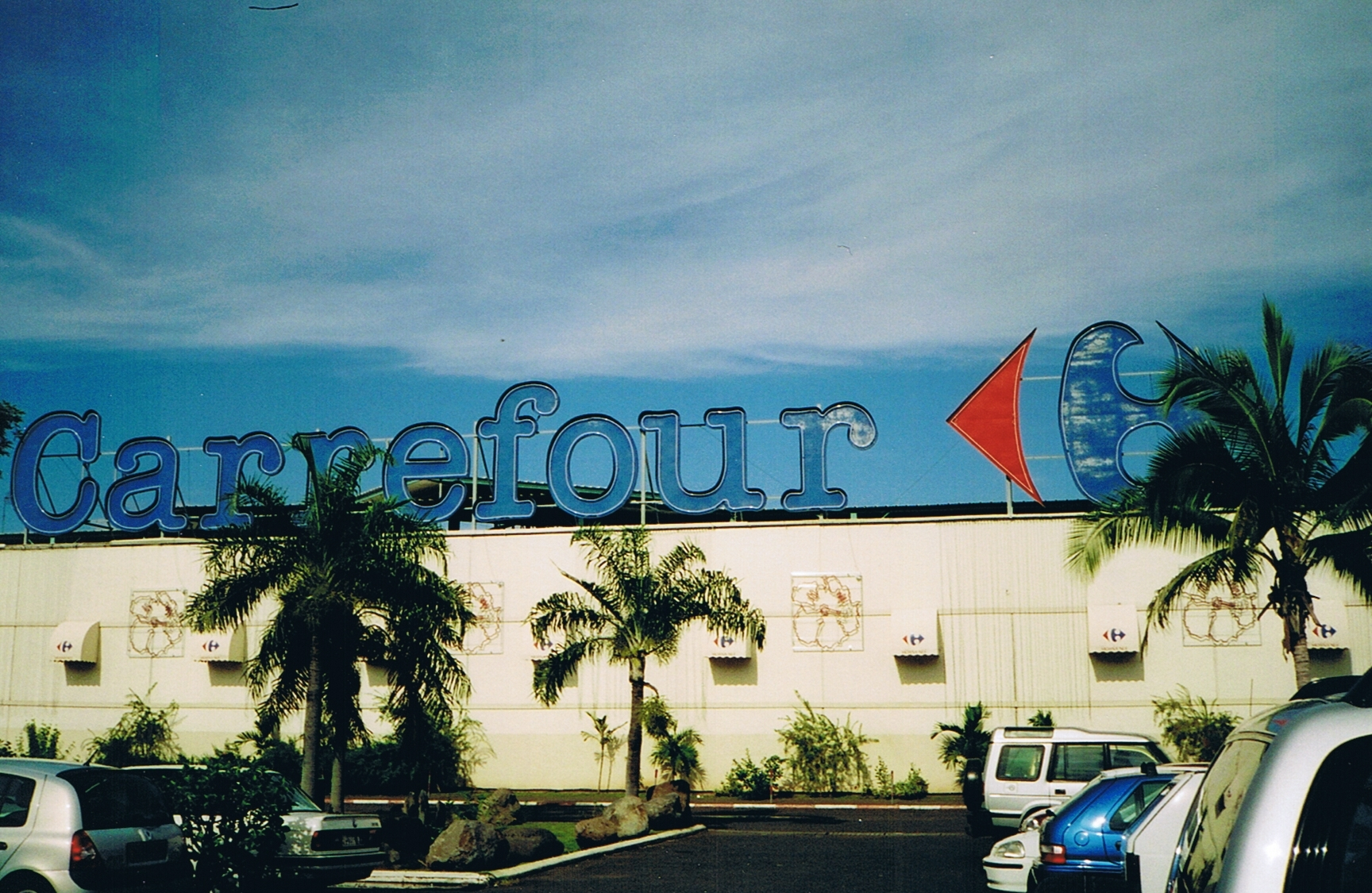
Un Carrefour de Tahití

Groupe Carrefour (Euronext CA) és un grup francès especialitzat en la gran distribució. El 2004, el grup tenia 10.000 magatzems a 30 països, tenia 400.000 treballadors i les seves vendes consolidades van assolir els 90,6 miliars d'euros. El seu volum de negocis el 2002 va ser de 86.000 milions d'euros i es va distribuir de la següent manera: un 51% a França, un 34% a Europa, un 8% a Amèrica i el 7% a Àsia.

## Història
Va ser en un seminari de Bernardo Trujillo als Estats Units on a Marcel Fournier i Denis Defforey els va venir la inspiració. La societat Carrefour va ser creada a l'Alta Savoia el 1958 per les famílies Fournier i Defforey. El 1963, Carrefour va inventar el concepte d'hipermercat, obrint el primer a l'Illa de França en Sainte-Geneviève-donis-Bois. La societat es va establir a Bèlgica el 1969, a Espanya el 1973 i al Brasil el 1975. La societat Promodis (futura Promodès) es va crear el 1961 després de la fusió de les empreses de dues famílies normandes de majoristes dirigits per Paul-Auguste Halley i Léonor Duval-Lemonnier.
Carrefour i Promodès es van fusionar el 1999 per donar lloc al primer grup europeu i al segon grup mundial de distribució, després de Wal-Mart.
El 1976, llança una gamma de productes (sobretot bàsics) lliures, que porta la marca del seu distribuïdor, amb un empaquetament molt sobri i una promoció orientada a la composició amb preus permanents. El 2006 Carrefour va canviar la imatge de la seva marca, la qual va prendre un disseny més atractiu, amb envasos dissenyats amb colors suaus com el blau, i fàcils d'identificar. Els nous envasos compten amb el logotip de l'empresa, més gran que abans quan sol apareixia el nom Carrefour en una fina banda a la cantonada inferior dreta.

## Xifres
El gener de 2004, les principals insígnies del grup són:
- Hipermercats (5.000 a 20.000 m²): Carrefour
- Supermercats (1.000 a 2.000 m²): Champion, Carrefour Express GS, Nord, Gb
- Hard Discount (200 a 800 m²): Supermercats Dia, Ed
- Comerç de proximitat: Shopi, Marché Plus, 8 à Huit, Di per Di, Proxi

### Dades financeres i borsàries
Segons l'assemblea general de 2005:
- Volum de negocis 2004: 72.668 milions d'euros
- Resultat d'explotació: 3.234 milions d'euros
- Capitals propis: 8.000 milions d'euros

Carrefour Cotitza a la Borsa de París des de 1970 i entra en la composició de l'índex CAC 40:
- Accions cotitzades a la Borsa de París
- Membre de l'índex CAC 40
- Codi Valor ISIN = FR0000120172
- Valor nominal = euro
- Nombre d'accions l'1 de gener de 2005:705.118.716 títols
- Capitalització l'1 de gener de 2005: 28.889 milions d'euros

## Eslogan
- 1988-2003 : "Amb Carrefour, jo positiu"
- 2003-2007 : "De Energia Wise"
- 2007-2009 : "De qualitat per a totom"
- 2009-2010 : "Le positiu és l'esquena"
- A partir de 2010 : "La positiva cada dia"

Del 2 de febrer 1998 al 23 de juliol 2004, Carrefour és un soci el programa Bigdil presentat pel Vincent Lagaf, que té la mateixa edat que la botiga de i el grupa de consigna, "Carrefour els soci Bigdil" per tal el tema "Va ser el Bigdil en TF1 amb Carrefour".

## Presència del grup al món

### Amèrica del Nord
Carrefour és el principal grup de distribució a l'Amèrica del Nord i té presència en els següents països : 
| País | Primera obertura | Nombre de botigues | Hypermercats | Supermercats | Hard Discount | Cash & Carry |

### Amèrica Llatina
Carrefour és el principal grup de distribució a l'Amèrica Llatina i té presència en els següents països:
| País                 | Primera obertura | Nombre de botigues | Hipermercats | Supermercats | Hard Discount | Cash & Carry                |
| Argentina            | 1982             | 462                | 28           | 114          | 320           | -                           |
| Brasil               | 1975             | 337                | 105          | 35           | 201           | 34 (en procés d'adquisició) |
| Colòmbia             | 1998             | 35                 | 35           | -            | -             | -                           |
| República Dominicana | 2000             | 1                  | 1            | -            | -             | -                           |

### Àsia
L'any 1977 Carrefour fou el primer distribuïdor internacional en establir-se a l'Àsia. Ara és present a sis països, inclosos els Emirats Àrabs Units, Jordània i Kuwait gràcies a un acord amb Majid al Futtaim.
| País                         | Primera obertura | Nombre de botigues | Hipermercats | Supermercats | Hard Discount |
| República Popular de la Xina | 1995             | 307                | 90           | -            | 255           |
| Taiwan                       | 1989             | 47                 | 47           | -            | -             |
| Indonèsia                    | 1998             | 29                 | 29           | -            | -             |
| Malàisia                     | 1994             | 10                 | 10           | -            | -             |
| Qatar                        | 2000             | 3                  | 3            | -            | -             |
| Aràbia Saudita               | 2003             | 3                  | 3            | -            | -             |
| Jordània                     | 2007             | 1                  | 1            | -            | -             |
| Singapur                     | 1997             | 2                  | 2            | -            | -             |
| Corea del Sud                | 1996             | 31                 | -            | -            | -             |
| Tailàndia                    | 1996             | 24                 | 24           | -            | -             |
| Kuwait                       | 2007             | 1                  | 1            | -            | -             |

### Àfrica
A l'Àfrica Carrefour té botigues a Algèria, Egipte i Tunísia:
| País    | Primera obertura | Nombre de botigues | Hipermercats | Supermercats | Hard Discount |
| Algèria | 2006             | 1                  | 1            | -            | -             |
| Egipte  | 2000             | 3                  | 3            | -            | -             |
| Tunísia | 2001             | 1                  | 1            | -            | -             |
| TOTAL   | 2000             | 5                  | 5            | -            | -             |

### Europa
Carrefour és el líder del mercat a Europa: 
| País       | Primera obertura | Nombre de botigues | Hipermercats | Supermercats | Hard Discount | Botigues de conveniència | Cash & Carry |
| Bèlgica    | 2000             | 135                | 56           | 79           | -             | -                        | -            |
| Bulgària   | (2008)           | -                  | -            | -            | -             | -                        |              |
| Regne Unit | 1972             | 39.1000            | 127          | 848          | 2000          | -                        | 210          |
| França     | 1958             | 1.688              | 191          | 603          | 786           | -                        | 108          |
| Grècia     | 1991             | 495                | 20           | 151          | 272           | 52                       | -            |
| Itàlia     | 1993             | 461                | 51           | 239          | -             | 155                      | 16           |
| Polònia    | 1997             | 103                | 42           | 73           | -             | -                        | -            |
| Portugal   | 1992             | 303                | 7            | -            | 296           | -                        | -            |
| Romania    | 2000             | 7                  | 7            | -            | -             | -                        | -            |
| Eslovàquia | 1998             | -                  | 4            | -            | -             | -                        | -            |
| Eslovènia  | 1998             | 2.928              | 13           | -            | -             | -                        | 6            |
| Espanya    | 1973             | 2.119              | 139          | 81           | 1.899         | -                        | -            |
| Suècia     | 1995             | 16                 | 15           | -            | -             | 24                       |              |
| Suïssa     | 2001             | 9                  | 9            | -            | -             | -                        | -            |
| Turquia    | 1993             | 433                | 13           | 71           | 349           | -                        | -            |
| Xipre      | 2005             | 9                  | 5            | 4            | -             | -                        | -            |
| TOTAL      | 1960             | 5.832              | 505          | 1.364        | 3.602         | 207                      | 124          |

### Antics països
- Carrefour ha tancat o venut totes les botigues que un cop tingué a Xile, Hong Kong, Japó, Mèxic, Regne Unit i Estats Units.